# Szabolcs Törő
Szabolcs Törő, madžarski rokometaš, * 10. marec 1983, Ajka.
Leta 2010 je na evropskem rokometnem prvenstvu s madžarsko reprezentanco osvojil 14. mesto.